# Live at Benaroya Hall
Az album a Pearl Jam 2003. október 22-i koncertjét örökíti meg, amelyet a seattlei Benaroya Hall-ban rendeztek meg. Az esemény különlegessége, hogy a dalok akusztikus hangszereken szólalnak meg, és az összes bevételt egy seattle-i jótékonysági szervezet számára ajánlotta fel a zenekar.
A Billboard listán #18-ikként nyitó album a megjelenést követő héten 40 000 példányban kelt el. 2006 áprilisáig az USA-ban 168 000 darab fogyott belőle. A Thin Air című dalt mindkét gitáros, Mike McCready és Stone Gossard is elrontja, ami miatt egy pár pillanatig tartó szünet áll be. Az énekes Eddie Vedder a végén azzal viccelt, hogy ezt a bakit bizony észre lehetett venni, és az ő szavaival élve: "there was no chance of getting away with that one." A koncerten szintén elhangzott a Bob Dylan-klasszikus Masters of War, és Johnny Cash 25 Minutes to Go című dala is.

## Számok

### 1. lemez
1. Of the Girl (Gossard) – 5:22
2. Low Light (Ament) – 4:18
3. Thumbing My Way (Vedder) – 4:49
4. Thin Air (Gossard) – 4:25
5. Fatal (Gossard) – 3:49
6. Nothing As It Seems (Ament) – 7:29
7. Man of the Hour (Vedder) – 3:58
8. Immortality (Abbruzzese, Ament, Gossard, McCready, Vedder) – 6:18
9. Off He Goes (Vedder) – 5:53
10. Around the Bend (Vedder) – 5:37
11. I Believe in Miracles (Ramone, Rey) – 5:29
12. Sleight of Hand (Ament, Vedder) – 5:13
13. All or None (Gossard, Vedder) – 7:42
14. Lukin (Vedder) – 2:07

### 2. lemez
1. Parting Ways (Vedder) – 5:24
2. Down (Gossard, McCready, Vedder) – 3:08
3. Encore Break – 0:49
4. Can't Keep (Vedder) – 3:15
5. Dead Man (Vedder) – 4:24
6. Masters of War (Dylan) – 6:06
7. Black (Vedder, Gossard) – 7:41
8. Crazy Mary (Williams) – 7:40
9. 25 Minutes to Go (Silverstein) – 4:43
10. Daughter (Abbruzzese, Ament, Gossard, McCready, Vedder) – 6:30
11. Encore Break – 1:06
12. Yellow Ledbetter (Ament, McCready, Vedder) – 6:01